# Astragalus linifolius
Astragalus linifolius är en ärtväxtart som först beskrevs av George Everett Osterhout, och fick sitt nu gällande namn av George Everett Osterhout. Astragalus linifolius ingår i släktet vedlar, och familjen ärtväxter. Inga underarter finns listade i Catalogue of Life.